# Янгібазар (Ташкентська область)
Янгібаза́р (узб. Yangibozor/Янгибозор) — селище міського типу в Ташкентській області Узбекистану,  яке є адміністративним центром  Юкорічірчікского району.  Янгібазар отримав статус селища міського типу в 1973 році.

## Географія
Селище розташоване на відстані 35 км від залізничної станції Ташкент. Через його територію протікає річка Паркентсай, а також проходить канал Карасу.

## Населення
Згідно з переписом 2004 року, населення Янгібазару становило 13 тисяч осіб.

## Інфраструктура
У Янгібазарі функціонують різноманітні підприємства, зокрема хлібозавод, автозавод, будівельні організації, малі підприємства та мікрофірми. Також присутні об'єкти торгівлі та культурно-побутового обслуговування. 
Освітня інфраструктура включає три загальноосвітні школи, дитячу музичну школу, спортивні школи та професійні коледжі. У селищі працюють районна центральна бібліотека, будинок культури, клубні установи, парк культури та відпочинку, стадіон та інші спортивні об'єкти. 
Медичне обслуговування забезпечує районна центральна лікарня, поліклініка, аптеки та інші медичні установи.
Між Янгібазаром і Ташкентом курсують автобуси та маршрутні таксі.